# Trichepectasis rufescens
Trichepectasis rufescens – gatunek chrząszcza z rodziny kózkowatych i podrodziny zgrzypikowych. Jedyny przedstawiciel rodzaju Trichepectasis.

## Zasięg występowania
Ameryka Południowa, występuje w płd. Brazylii w stanach Minas Gerais i Rio de Janeiro.